# Patalene varus
Patalene varus là một loài bướm đêm trong họ Geometridae.